# Sum (Unix)
sum — это устаревшая утилита, доступная в некоторых Unix и Unix-подобных операционных системах. Эта утилита выводит контрольную сумму каждого файла, а также количество блоков, которые эти файлы занимают на запоминающем устройстве.

## Обзор
Программа sum обычно не используется и полезна только для исторического интереса. Она не является частью набора POSIX. Обычно доступны два алгоритма: 16-битная контрольная сумма BSD и 32-битная контрольная сумма SYSV. Они оба слабее алгоритма CRC32, используемого утилитой cksum.
Алгоритм, используемый по умолчанию в реализациях FreeBSD и GNU — это более слабый алгоритм контрольной суммы BSD. Переключение между двумя алгоритмами осуществляется с помощью параметров командной строки.

## Синтаксис
Утилита sum вызывается из командной строки в соответствии со следующим синтаксисом:
```
sum [ОПЦИЯ]... [ФАЙЛ]...
```

с возможными параметрами:
- -r
  - использовать алгоритм контрольной суммы BSD, а также выводить размер файла в блоках по 1 Кбайту (отменяет опцию -s)
- -s, --sysv
  - использовать алгоритм контрольной суммы SYSV, а также выводить размер файла в блоках по 512 байт
- --help
  - показать справку
- --version
  - вывести информацию о версии

Если параметр файла не задан или сам параметр ФАЙЛ равен -, стандартный поток ввода используется как входной файл.